# Strade Nuove
As Strade Nuove são um conjunto de ruas - Via Garibaldi, Via Cairoli e Via Balbi - do centro histórico de Génova, onde se encontra o sistema de palácios conhecido como Rolli di Genova.
A Via Garibaldi é uma das maiores ruas do centro histórico de Génova sob o ponto de vista arquitectónico pelo impacto dos seus palácios, alguns dos quais são devidos ao arquitecto Galeazzo Alessi. A rua tem um ano preciso de nascimento: 1550. Originalmente Strada Maggiore, depois Strada Nuova, até ao século XIX era conhecida com o nome de Via Aurea. Em 1882 fi, por fim, dedicada a Giuseppe Garibaldi. É uma rua rectilínea com 250 metros de comprimento e 7,5 de largura, tendo nascido como rua de representação.
Estas ruas estão classificadas como Património da Humanidade pela UNESCO desde 2006, incluidas no sítio Génova: Le Strade Nuove e o sistema dos Palazzi dei Rolli.